# 格式
格式（きゃくしき）とは、律令の補完のために出された法令あるいはそれらをまとめた法令集のことを指す。格（きゃく）は律令の修正･補足のための法令（副法）と詔勅を指し、式（しき/のり）は律令の施行細則を指した。

## 概要
律令制度は本来、律・令・格・式によって運用される。根本法典である律（刑法に相当）と令（行政法・民法に相当）は改正せず、必要があれば格を出して改正・追加し、細かな施行細則は式によって定めた。格は、個々の単行法令を「某日の格」などと称することもあったが、律令施行後の詔書・勅旨・太政官符など全般を称して格ともいった。式は、養老令の条文にも「式に依りて」「別式に依れ」などの文言があり、この場合は確かに令条の付則とみなすことができるものの、実際には律令条文の改廃・増補が格、施行細則が式というふうには明確に区別できないこともあった。たとえば、格とされる太政官符が、条文として整えられ、定められたうえで式とされる場合もあった。なお、日本・中国ともに格式に採録された詔勅・官符の中には、実際に発令時の本文と採録された本文が異なる場合がある。これは格式は現行において有効な法令を採るという方針から、採録当時に既に無効とされた部分や改正された部分に関して原文を書き改めたり、増補・削除することで、採録時の有効な法令の形態にしているからである。
歴史上最古とされている格式は東魏の541年に定められた『麟趾格』と同じく544年に定められた『中興永式』であるとされている。

### 東アジア3国における相違
本来的には、格も式も律令にともなう法典であり、四者そろうことはむしろ望ましいことであって、中国では実際にこの四者が同時に制定されることもあった。ただし、中国と日本・朝鮮では、その運用方法が異なっていた。
中国では上述のとおり、律令編纂と同時にその不足を補う意味で格や式の編纂・施行が行われたのに対して、日本では律令編纂後しばらくしてから詔勅・太政官符の形式で追加された法令を後日まとめて編纂する方法が採られた。また、格に関しても中国では唐の滅亡後は官人資格などを定めた限定的な法律に縮小されていくのに対して、日本では養老律令以降、新規の律令が全くつくられなくなったため、格の占める比率が高くなり、律令による規定そのものを否定する法令（例:墾田永年私財法）さえも格の形式によって出されるようになった。もとより、日本でも、8世紀段階においても既に格式に相当する法令の集成が試みられた形跡が確認でき、また、桓武天皇も、大宝律令後に出された厖大な数の単行法令を整理し、現行法として有効なものを集めて、養老律令を改め、新たに法典を編纂しようと試みたが結局は断念したとみられる。実際は弘仁年間にいたってようやく「四者相須て、以て垂範するに足る」という状況となった。つまりは、日本の場合、律令の編纂から法典としての格式の編纂がなされるまでのあいだ、長い時間が経過していたのである。そして、実際に成立した格式についても、中国の格式では新しい格式が制定されると従前の格式は廃止されることとされていたが、日本では古い格式が廃止されずに併用して用いられていた。式に関しては『延喜式』制定時に既存の『弘仁式』『貞観式』を廃止することと規定されたが、『貞観格』についてはそうした措置が取られなかったために、結局三代の格の全てを調べなければ必要な法律情報が入手できない事態も生じた。『類聚三代格』の編纂が行われたのは、こうした不便を解消する意図があったと見られている。
このため、式が格の施行細則を規定するということもみられるようになり、平安時代中期以後は律令にもとづいた律令政治という建前を採りながらも、実態としては格式にもとづく政治であったといわれている。したがって、格式は律令の補助法令という側面と同時に、9世紀以降の新しい社会状況に対応していくためにさかんに制定されたという側面をもっている。
新羅においては、律令そのものを隋・唐の律令をそのまま受容しつつも、格式によって自国の国情に合わせた法体系に修正していくというかたちが採られた。

### 格・式・例
格の法典としての体裁は、個々の単行法令を事書きや発令日などを含めてほぼ原文のまま記載して関係官司ごとに配列している。また、式は行政法である令の施行細則のみならず後にこれを補うために設置された令外官設置の根拠法規、たとえば、検非違使設置を定めた「検非違使式」などとしても用いられた。なお、式に準じたものとして例が挙げられる。